# 吕塞勒
吕塞勒（法語：Lucelle，法語發音：[lysɛl] ⓘ）是法国上莱茵省的一个市镇，属于阿尔特基什区。

## 地理
吕塞勒（47°25'21"N, 7°14'50"E）面积10.27 平方千米，位于法国大東部大區上莱茵省，该省份为法国东部内陆省份，是阿尔萨斯的一部分，今与下莱茵省组成了阿尔萨斯欧洲集体，其北临下莱茵省，西接孚日省，西南接贝尔福地区省，东侧沿莱茵河与德国相望，南与瑞士接壤。
与吕塞勒接壤的市镇（或旧市镇、城区）包括：基菲斯、利格斯多夫、奥贝尔拉尔、温克尔。
吕塞勒的时区为UTC+01:00、UTC+02:00（夏令时）。

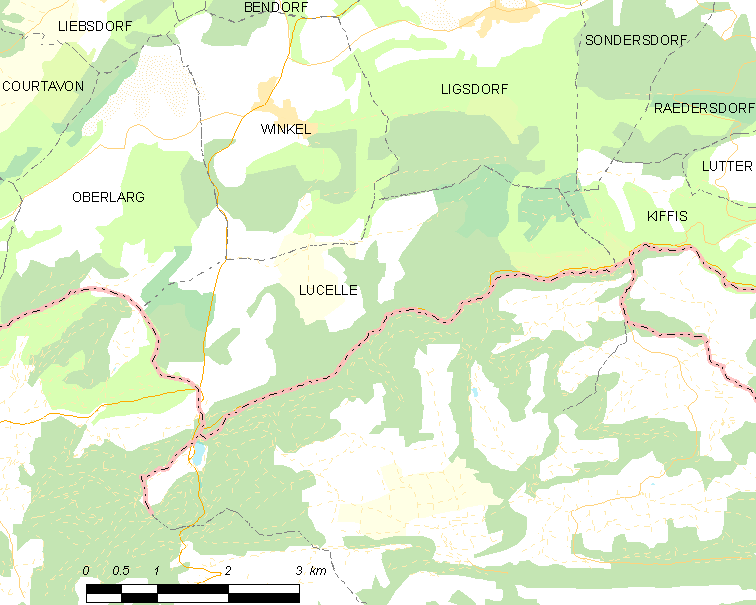
吕塞勒的OSM定位图

## 行政
吕塞勒的邮政编码为68480，INSEE市镇编码为68190。

## 政治
吕塞勒所属的省级选区为阿尔特基什县。

## 人口

1962-2008年间吕塞勒人口变化图示

吕塞勒于2022年1月1日时的人口数量为31人。